# نادي الفلاح (الإمارات)
نادي الفلاح الرياضي نادي كرة قدم إماراتي من أندية الهواة يلعب في دوري الدرجة الأولى الإماراتي ويقع في أبو ظبي, وحصل على المركز الثاني في دوري الدرجة الثانية الإماراتي وتاهل إلى دوري الدرجة الأولى مع نادي كواترو.